# Minderbroedersklooster (Antwerpen)

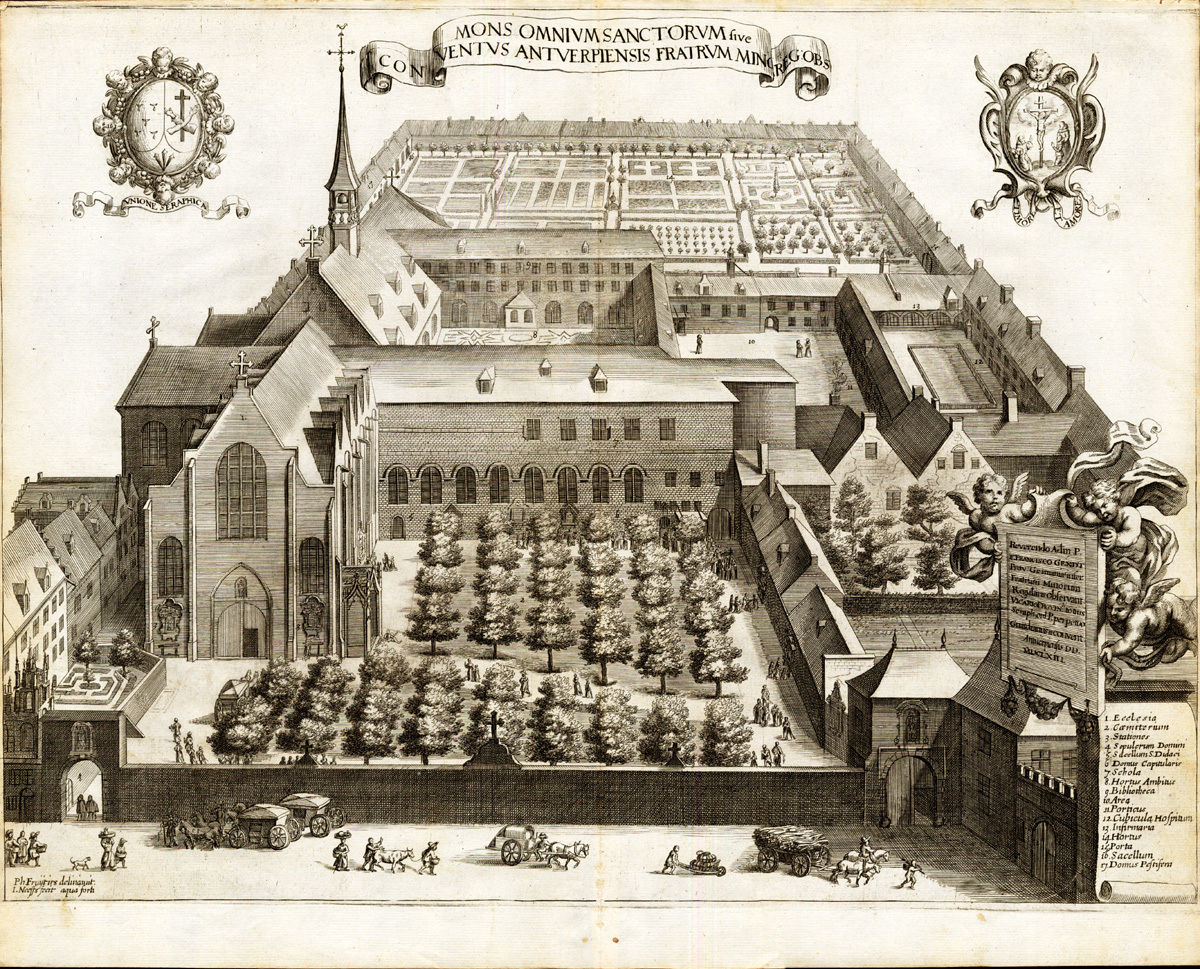
Het klooster van de minderbroeders in de 17e eeuw

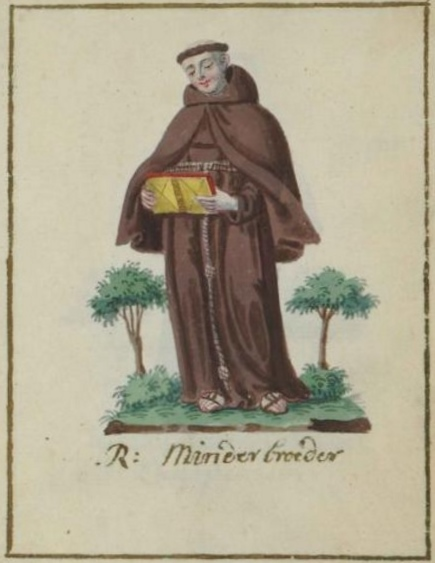
Antwerpse minderbroeder op het einde van 18e eeuw

Het Klooster van de minderbroeders was een klooster in de Mutsaardstraat in Antwerpen, waarvan de kloosterlingen behoorden tot de orde der minderbroeders of franciscanen. Het klooster werd opgericht in 1451 en werd opgeheven in de Franse periode in 1797. In de gebouwen van dit voormalig klooster is sinds 1810 de Koninklijke Academie voor Schone Kunsten van Antwerpen gevestigd. Van de oorspronkelijke gebouwen blijven slechts enkele fragmenten over. De Minderbroedersstraat en Minderbroedersrui zijn vernoemd naar het klooster. Ook de Blindestraat verwijst naar een (verdwenen) blinde muur van dit klooster.

## Geschiedenis
De volgelingen van de orde van Franciscus van Assisi ontvingen in 1451 vanwege de Antwerpse stadsmagistraat een stadseigendom, 'Het Raemvelt' én gronden van verschillende weldoeners, waarop een kerk en kerkhof werden gebouwd. Hertog Filips de Goede gaf de minderbroeders vrijstelling van alle accijnsrechten en belastingen. Het klooster en de kerk werd in brand gestoken door de calvinisten in 1566 en 1567. In 1797 wordt het klooster door de Fransen opgeheven en worden zijn kunstschatten geroofd. Napoleon Bonaparte droeg de leegstaande kloostergebouwen in 1809 over aan de Stad Antwerpen met de opdracht er een academie en museum voor schone kunsten in onder te brengen. Het jaar daarop verhuist de Academie van het oude beursgebouw, waar de Academie sinds 1664 gehuisvest was, naar het complex waar ze vandaag nog altijd is gevestigd. In de gebouwen van de huidige academie zijn nog steeds de fraaie gotische gewelven van de kloostergang te bewonderen. Architect Pierre Bruno Bourla verbouwde de kerk van het klooster tot museum en plaatste er een klassieke gevel met ionische zuilen en een fronton voor. Het kerkhof van de minderbroeders fungeert nu als tuin van de Academie.